# Marc Zermati
Marc Zermati (Algeri, 21 giugno 1945 – Bailleul-la-Vallée, 13 giugno 2020) è stato un produttore discografico francese di musica pub rock, considerato tra i precursori del genere.

## Biografia
Di religione ebraica, nacque ad Algeri.
Fondò Skydog nel 1972, un'etichetta indipendente con sedi a Parigi e Amsterdam. Produsse lo stesso anno una bootleg di Jimi Hendrix e Jim Morrison, Sky High, e nel maggio 1973 il mini-LP dei The Flamin' Groovies Grease, precedendo la Stiff Records di 3 anni. Aprì un negozio nel mercato di Parigi, l'Open Market, finalizzato alla vendita di vinili di garage rock e punk rock, oltre alla stampa underground di Londra, Amsterdam e New York.
Creò la Bizzare Record Distribution nel 1974 a Londra con il suo amico Larry Debay. Diventato promoter  nello stesso anno (The Flamin' Groovies, New York Dolls, Doctor Feelgood, Ducks Deluxe, Eddie and the Hot Rods) organizzò, tra il 1976 ed il 1977, il primo festival pub in Francia a Mont-de-Marsan.
Zermati è morto nel giugno 2020 per una crisi cardiaca.

## Manager
- Dogs

## Bootleg e uscite
- Mötörhead
- Flambeurs
- New York Dolls
- Johnny Thunders
- Wayne Kramer
- MC5
- Bebe Buell (madre di Liv Tyler)
- Iggy & the Stooges Metallic K.O., Telluric chaos, Acoustic K.O.
- Flamin' Groovies
- Kim Fowley

## Produzione ufficiale
- 54 Nude Honeys

## Pubblicazioni
- Bazooka, Pyramyd, coll. Progettazione & Designer n°44, 2006. (ISBN 2350170217) Barriera del roc